# Euphyia bohatschi
Euphyia bohatschi är en fjärilsart som beskrevs av Aigner 1902. Euphyia bohatschi ingår i släktet Euphyia och familjen mätare. Inga underarter finns listade i Catalogue of Life.